# Acalypha vernifera
Acalypha vernifera é uma espécie de flor do gênero Acalypha, pertencente à família Euphorbiaceae.